# Lappo kommunvapen

Lappo kommunvapen.

Lappo kommunvapen utformades för Lappo av Gustaf von Numers och togs i bruk år 1950. Motivet är baserat på ett äldre sigill för Lappo socken och visar en blåklädd man som håller en svart klubba och rider på en svart björn.

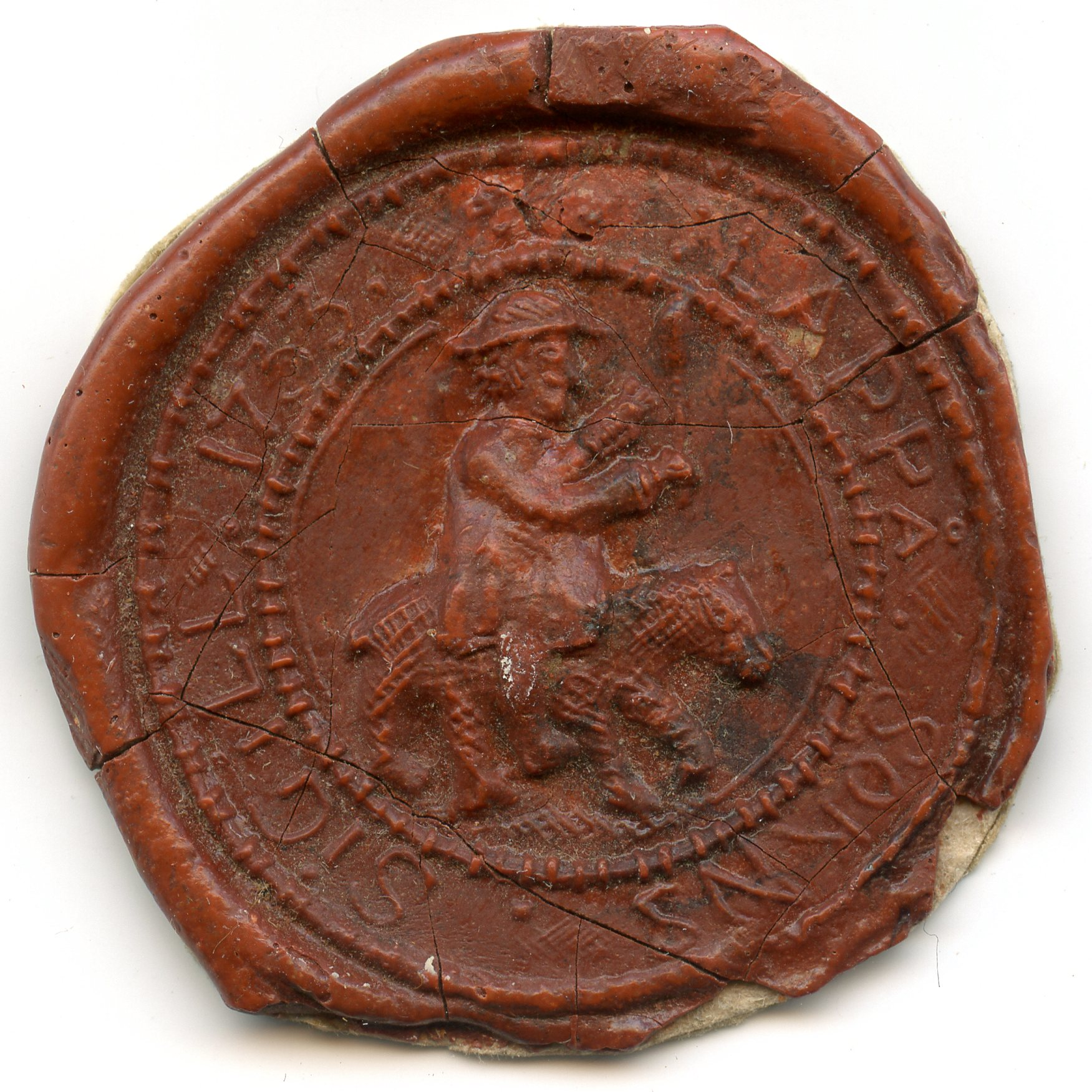
Lappo sockens sigill från år 1733.
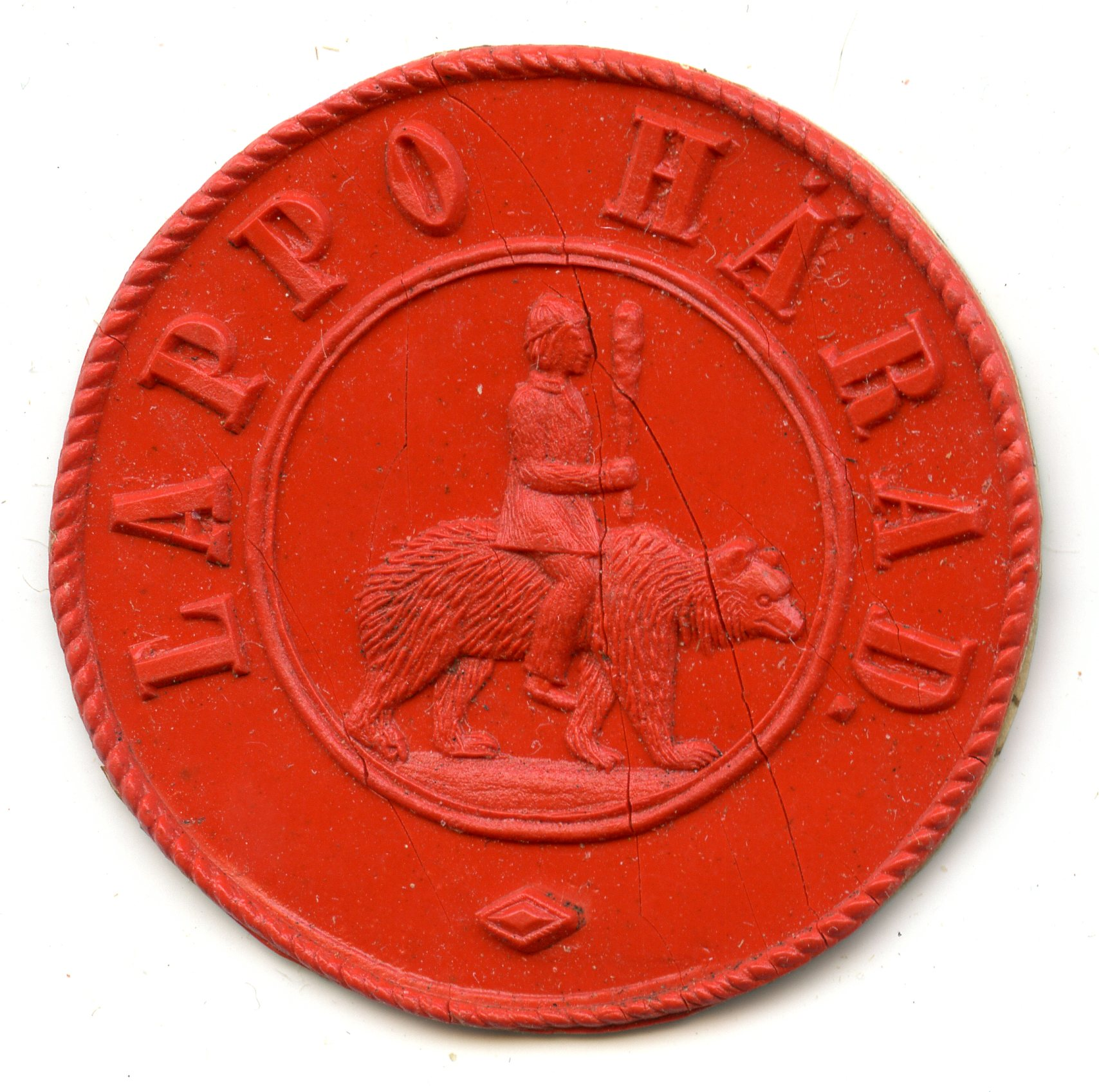
Lappo härads sigill.